# Antònia de Armengol Criado
Maria Antònia de Armengol Criado (París, 22 de setembre de 1950) és una advocada i política valenciana, membre del PSPV-PSOE i de Greenpeace.

## Biografia
De jove va viure a París, on es va llicenciar en magisteri i contactà amb els exiliats, militant a les joventuts d'Izquierda Republicana. Després es va llicenciar en dret a la Universitat de València, ciutat on es va establir. Durant la transició espanyola fou advocada laboralista vinculada a la UGT, i el 1977 es va afiliar al PSOE. Fou secretaria de política municipal, acció social i participació ciutadana en els Congressos II a V entre 1980 i 1989.
Fou escollida diputada a les eleccions a les Corts Valencianes de 1983, 1987, 1991, 1995 i 1999. Fou presidenta de la Comissió d'investigació per a esbrinar les responsabilitats en els casos d'hepatitis C i la propagació d'aquesta malaltia (1999) i secretària de la Comissió especial per a l'estudi dels programes de cooperació i solidaritat amb el tercer món de les Corts Valencianes (1996-1999).
Posteriorment ha estat elegida diputada per la província de València a les eleccions generals espanyoles de 2004, i ha estat Vicepresidenta Segona de la Comissió d'Agricultura, Pesca i Alimentació del Congrés dels Diputats.